# Ruth Kasirye
Ruth Nanozzi Kasirye (Mukono, Uganda, 10 de junio de 1982) es una deportista noruega que compitió en halterofilia.
Ganó dos medallas de plata en el Campeonato Europeo de Halterofilia, en los años 2007 y 2009. Participó en los Juegos Olímpicos de Pekín 2008, ocupando el sexto lugar en la categoría de 63 kg.

## Palmarés internacional
| Campeonato Europeo | Campeonato Europeo    | Campeonato Europeo | Campeonato Europeo |
| Año                | Lugar                 | Medalla            | Categoría          |
| ------------------ | --------------------- | ------------------ | ------------------ |
| 2007               | Estrasburgo (Francia) | Medalla de plata   | 58 kg              |
| 2009               | Bucarest (Rumania)    | Medalla de plata   | 63 kg              |